# Milan Binder
Milan Binder (7. září 1964 České Budějovice) je český regionální fotograf a vydavatel.

## Životopis
Po základní škole nastoupil na Střední elektrikářskou školu v Hluboké nad Vltavou. Po jejím absolvování nastoupil jako elektrikář u Československých státních drah, kde pracoval do roku 2014. Od té doby pracuje jako fotograf na volné noze a vydává svoje knihy.
Je ženatý a má tři děti. Jeho koníčkem jsou historické pohlednice a rozličné archiválie, zejména pokud se vztahují k rodným Českým Budějovicím. Vydal již přes 20 fotografických knih. V roce 2015 dostal cenu města České Budějovice, která se uděluje místním osobnostem.

## Knižní tvorba

### Od roku 2005 do roku 2010
- Když století městem proletí, aneb České Budějovice ve 100 porovnáních, vydáno 2005
- České Budějovice 1948 – 1989 Když se psalo, co se smělo, vydáno 2006
- Věže a věžičky Českých Budějovic aneb nejen Praha je stověžatá, vydáno 2006
- Když století městem proletí, aneb Hluboká nad Vltavou ve 100 porovnáních, vydáno 2007
- České Budějovice zmizelé, aneb 100 porovnání zmizelých objektů se současným stavem, vydáno 2007
- Českobudějovické náměstí, aneb Samsonova kašna, bludný kámen a 48 domů, vydáno 2007 v češtině, angličtině a němčině
- City Center CB, vydáno 2008
- Českobudějovické zkratky, aneb encyklopedie mostů, můstků, lávek a tunelů, vydáno 2008
- 100 let městské dopravy v Českých Budějovicích 1909 – 2009, vydáno 2009
- Motor Jikov 1989 – 2009 110 let společnosti Motor Jikov Group, vydáno 2010
- Historie hotelu Budweis v Českých Budějovicích, vydáno 2010

### Od roku 2012
- Zaniklé hospody Českých Budějovic, vydáno 2012
- Okresní dům – Buděj(ovi)cký městopis 1 – Historie úřední budovy a Stegmannovy továrny, vydáno 2012
- Zátkova reálka – Buděj(ovi)cký městopis 2 – Historie školní budovy v ulici Fráni Šrámka v Českých Budějovicích, vydáno 2013
- Technické památky Českých Budějovic, vydáno 2013
- Českobudějovická teplárna – Buděj(ovi)cký městopis 3 – Od elektrárny a vozovny tramvají k modernímu podniku, vydáno 2014
- Město v nejlepších letech – Příběhy z minulosti Českých Budějovic, vydáno 2015
- České Budějovice – město piva a hostinců, vydáno 2015
- Když století městem proletí II aneb České Budějovice ve 111 porovnáních, vydáno 2016
- Palackého náměstí v Českých Budějovicích aneb Vyprávění o Americe, lawn tennisu a Mistru Bílkovi, vydáno 2017
- Železnice Českobudějovicka od počátku po současnost, vydáno 2018
- Projekty že šuplíku. Nerealizované nápady, které mohly změnit České Budějovice, vydáno 2018
- Kapličky, sochy a křížky: drobná sakrální architektura na území města Českých Budějovic, vydáno 2019
- Sady, parky, aleje, vydáno 2020